# Округ Вокер (Тексас)
Округ Вокер (енгл. Walker County) је округ у америчкој савезној држави Тексас. По попису из 2010. године број становника је 67.861.

## Демографија
Према попису становништва из 2010. у округу је живело 67.861 становника, што је 6.103 (9,9%) становника више него 2000. године.
| Група             | 2000.          | 2010.          |
| Белци             | 37.090 (60,1%) | 39.671 (58,5%) |
| Афроамериканци    | 14.747 (23,9%) | 15.257 (22,5%) |
| Азијати           | 475 (0,8%)     | 631 (0,9%)     |
| Хиспаноамериканци | 8.712 (14,1%)  | 11.389 (16,8%) |
| Укупно            | 61.758         | 67.861         |